# Standard Motor Vehicle Company (New Jersey)
Standard Motor Vehicle Company war ein US-amerikanischer Hersteller von Automobilen aus New Jersey.

## Unternehmensgeschichte
Das Unternehmen wurde 1900 in Philadelphia in Pennsylvania gegründet. Wenig später zog es nach Camden in New Jersey. 1900 begann die Produktion von Automobilen. Der Markenname lautete Standard. Im Januar 1901 wurden Fahrzeuge zwei Wochen lang während zweier Automobilausstellungen in Philadelphia präsentiert. Noch 1901 endete die Produktion.

## Fahrzeuge
Die Fahrzeuge hatten einen Einzylindermotor mit 4,5 PS Leistung. Der Aufbau war ein kleiner Runabout mit Platz für zwei Personen. Das Leergewicht war mit etwa 250 kg angegeben und die Höchstgeschwindigkeit mit 32 km/h. Der Neupreis betrug 500 US-Dollar.

## Übersicht über Pkw-Marken aus den USA, die mitStandardbeginnen
| Marke       | Hersteller                                   | Vermarktungsbeginn | Vermarktungsende | Ort, Bundesstaat           |
| ----------- | -------------------------------------------- | ------------------ | ---------------- | -------------------------- |
| Standard    | Boston Automobile Company                    | 1900               | 1900             | Bar Harbor, Maine          |
| Standard    | Standard Motor Vehicle Company (New Jersey)  | 1900               | 1901             | Camden, New Jersey         |
| Standard    | Standard Motor Vehicle Company (Kalifornien) | 1901               | 1902             | Oakland, Kalifornien       |
| Standard    | Standard Motor Construction Company          | 1904               | 1905             | Jersey City, New Jersey    |
| Standard    | St. Louis Car Company                        | 1910               | 1911             | St. Louis, Missouri        |
| Standard    | Standard Car Manufacturing Company           | 1911               | 1915             | Jackson, Michigan          |
| Standard    | Standard Engineering Company                 | 1914               | 1914             | Chicago, Illinois          |
| Standard    | Standard Steel Car Company                   | 1914               | 1923             | Butler, Pennsylvania       |
| Standard GE | Standard Gas Electric Power Company          | 1909               | 1910             | Philadelphia, Pennsylvania |